# Премия имени А. М. Бутлерова
Премия имени А. М. Бутлерова — премия, присуждаемая за выдающиеся работы в области органической химии.

## Премия Русского физико-химического общества
Лауреаты премии имени А. М. Бутлерова Русского физико-химического общества
Впервые премия имени А. М. Бутлерова была учреждена Русским физико-химическим обществом 20 апреля 1887 года. В числе получивших её были:
- В. Н. Ипатьев (1895), за работу «О действии брома на третичные спирты и бромистого водорода на ацетиленовые и алленовые углеводороды»
- Е. В. Бирон (1900)
- М. С. Вревский (1901)
- Г. Л. Стадников (1909), за работы по аминокислотам
- С. С. Намёткин (1910), малая премия за работу «Действие азотной кислоты на предельные углеводороды»
- Б. В. Бызов (1911)
- Н. А. Изгарышев (1917), малая премия за работу «О пассивности металлов»
- Н. Д. Зелинский (1924)
- Б. А. Арбузов (1928)
- А. Е. Фаворский (1929)
- А. Е. Чичибабин

## Премия академии наук СССР
Лауреаты премии имени А. М. Бутлерова АН СССР
Лауреатом премии в 1967 году стал В. А. Тартаковский.

## Премия Российской академии наук
Лауреаты премии имени А. М. Бутлерова
С 1994 года Российская академия наук стала награждать вновь учреждённой премией имени А. М. Бутлерова.

## Список награждённых
| Год  | Лауреат премии                                                                   | За какие работы |
| ---- | -------------------------------------------------------------------------------- | --- |
| 1994 | Зефиров, Николай Серафимович                                                     | За цикл работ в области органической стереохимии |
| 1997 | Кабачник, Мартин Израилевич, Трофимов, Борис Александрович                       | За цикл работ по фосфор-углеродной прототропной таутометрии |
| 2000 | Минкин, Владимир Исаакович                                                       | За цикл работ «Стереохимически нежёсткие и неклассические органические структуры»                                                                                 |
| 2003 | Докичев, Владимир Анатольевич, Нефёдов, Олег Матвеевич, Томилов, Юрий Васильевич | За цикл работ «Алифатические диазосоединения в органическом синтезе»                                                                                              |
| 2006 | Громов, Сергей Пантелеймонович                                                   | За цикл работ «Молекулярное конструирование фоточувствительных супрамолекулярных систем с заданными свойствами на основе краунсодержащих непредельных соединений» |
| 2009 | Джемилев, Усеин Меметович, Ибрагимов, Асхат Габдрахманович                       | За работу «Металлокомплексный катализ в химии металлоорганических соединений непереходных металлов (Mg, Al, Zn, In, В)»                                           |